# Coisia
Coisia är en kommun i departementet Jura i regionen Bourgogne-Franche-Comté i östra Frankrike. Kommunen ligger i kantonen Arinthod som tillhör arrondissementet Lons-le-Saunier. År 2018 hade Coisia 177 invånare.

## Befolkningsutveckling
Antalet invånare i kommunen Coisia
Referens:INSEE